# موتور بير بخش كامكار
موتور بير بخش كامكار (بالإنجليزية: Mowtowr-e Pir Bakhsh Kamkar)‏ هي منطقة سكنية تقع في سيستان وبلوتشستان في إيران. يقدر عدد سكانها بـ 41 نسمة .